# Daniel Stokholm
Daniel Stokholm, tidligere Daniel Carlsen, (født 27. marts 1990) er en dansk tidligere nationalistisk politiker og tidligere nynazist. Daniel Stokholm har været eksponeret i medierne som formand for Danskernes Parti. Han stillede for første gang op til valg i 2013 i forbindelse med kommunal- og regionsrådsvalget. I Region Midtjylland fik han 1.087 personlige stemmer og til kommunalvalget i Aarhus 391 personlige stemmer. Det opnåede stemmetal var dog ikke nok til repræsentation i hverken region eller kommune. 
I juni 2017 meddelte han, at han stoppede sine politiske aktiviteter, og Danskernes Parti nedlagde sig selv.

## Baggrund
Daniel Stokholm var fra 17-18-årsalderen medlem af Danmarks Nationalsocialistiske Bevægelse (DNSB) frem til februar 2011, hvor han meldte sig ud, og senere den 10. juni samme år dannede sit eget parti: Danskernes Parti. I 2015 forklarede Daniel Stokholm sin politiske baggrund således: "Jeg forlod [DNSB], fordi jeg betragter den mere som en historisk forening end en egentlig politisk organisation. Når jeg overhovedet gik med i den nazistiske bevægelse, var det fordi jeg på det tidspunkt var utilfreds med Dansk Folkepartis slappe udlændingepolitik og ønskede et alternativ. Dengang var DNSB den eneste organisation, der ikke talte om integration, men om hjemsendelser. Havde der været et alternativ, havde jeg nok valgt anderledes." I sin tid i DNSB var han holocaustbenægter, en holdning, han senere reviderede: "Dengang jeg var med i DNSB, var det enten eller. Man købte hele pakken, eller også gjorde man ikke. Jeg benægter ikke Holocaust i dag [2015]."
Daniel Stokholm har tidligere udtalt, at han tager afstand fra vold som politisk kampmiddel, men han er både blevet anholdt for overfald og sigtet for vold mod en dørmand, gadeuorden og voldelig optræden samt hærværk.
Den 29. maj 2015 offentliggjorde det finske public service-selskab Yleisradio Oy en liste over 89 EU-borgere, der ville blive forbudt indrejse i Rusland. Daniel Stokholm var en af de fire danskere på listen.

## Ideologi
Daniel Stokholm indklagede i sommeren 2011 avisen Ekstra Bladet for Pressenævnet to gange, da avisen ifølge Daniel Stokholm ikke måtte kalde ham for nazist. Pressenævnet afviste sagerne med henvisning til Daniel Stokholms fortid: "Klager har tidligere været offentligt omtalt som nazist og afbilledet foran hagekorsflag i artikler, hvor han har medvirket. Under disse omstændigheder finder Pressenævnet ikke grundlag for at kritisere ekstrabladet.dk for at omtale klager og klagers parti som henholdsvis ”nazist” og ”naziparti”."
I 2013 udgav Danskernes Parti Daniel Stokholms bog Odelsret til Danmark. I en anmeldelse i Weekendavisen skrev Kai Sørlander:
 Det står umiddelbart klart, at det i dagens politiske spektrum er ekstremt. Det er mere indvandringskritisk end Dansk Folkeparti. Men i sandhedens interesse bør bemærkes, at det ikke er nazistisk. Den ret, som Carlsen [Stokholm] giver det danske folk, giver han ethvert folk. Der er for ham ikke tale om, at danskerne står over andre eller har ret til andres land. Men de har ret til deres eget land - det historisk og geografisk afgrænsede Danmark. Og han gør ikke krav på tidligere danske områder, som vi har mistet i historiens løb. Desuden forsøger han at fremlægge en hjemsendelsespolitik, som er så human som mulig, men som han finder nødvendig, fordi han anser de seneste årtiers indvandringspolitik for at være uansvarlig set fra Danmarks synsvinkel."

 På Folkemødet på Bornholm i 2015 deltog Özlem Cekic i en debat om danskhed i Danskernes Partis telt. I den forbindelse udtalte Daniel Stokholm: "Det er jo ikke for sjov, at jeg vil sende dig hjem, Özlem. Det er en nødvendighed [...] Jeg kan ikke basere min politik på dine søde, brune øjne."